# Římskokatolická farnost Zlatá Olešnice
Římskokatolická farnost Zlatá Olešnice (lat. Woleschnicium) je církevní správní jednotka sdružující římské katolíky na území obce Zlatá Olešnice a v jejím okolí. Organizačně spadá do turnovského vikariátu, který je jedním z 10 vikariátů litoměřické diecéze.

## Historie farnosti
Středověká farnost (plebánie) existovala již v roce 1042. Tato farnost zanikla za husitských válek. Zachovala se však některá jména duchovních správců z předhusitského období. Farnost byla obnovena v roce 1769. Od roku 1769 jsou pro místo také vedeny matriky.

### Duchovní správcové vedoucí farnost
Začátek působnosti jmenovaného v duchovní správě farnosti od roku:
předhusitské období
- Wenceslaus, † 1363
- 1363 Valentinus, † 1363
- 1363 Wenceslaus, † 1363
- 1363 Petrus
- Castullus
- 1383 Wenceslaus, † 1424
- 1424 Cyrillus

obnovená farnost
- 6. 4. 1769 proto-par. (1. farář) Anton. Schäffer
- 1792 Ioann. Pallanek, † 29. 3. 1820
- 1801 par. vacat, cap. Andr. Josifek
- 1801 Andr. Josifek, n. 4. 8. 1766 Woleschnic., o. 26. 7. 1791, † 16. 6. 1827
- 1820 Joachim. Schaurek, n. 20. 3. 1789 Zasadens., o. 17. 8. 1814, † 14. 8. 1863
- 1827 par. vacat
- 1828 Petr Duffek, n. 24. 1. 1795 Bohdalovic., o. 14. 8. 1820, † 1. 6. 1870
- 1855 Wencesl. Werunnač, n. 25. 8. 1807 Uhlířská Lhota, o. 3. 8. 1833, † 5. 8. 1868
- 1856 Joann. Kořinek, n. 24. 2. 1825 Tachau, o. 25. 7. 1850, † 25. 5. 1899
- 1869 par. vacat
- 1870 Jos. Ješina, n. 21. 8. 1824 Žitnoves, o. 25. 7. 1850, † 21. 8. 1889
- 1889 par. vacat, admin. int. Car. Hušák
- 1891 Carol. Hušák, n. 26. 10. 1847 Loučky, o. 14. 11. 1874, † 23. 2. 1910
- 1910 Joann. Doležal, n. 9. 5. 1872 Jílové, o. 15. 7. 1900, † 7. 4. 1922
- 1922 Wenc. Drahota, n. 8. 3. 1878 Hrdlořezy, o. 12. 7. 1903, † 29. 7. 1924
- 1924 Alois Liehmann, n. 20. 12. 1894 Vepřek, o. 27. 6. 1920, † 15. 5. 1961
- 1. 9. 1940 par. vacat, admin. excurr. Jan Langer
- 1. 9. 1946 Alois Liehmann
- 1. 5. 1960 Bohuslav Skácel
- 1. 8. 1972 Jan Fexa
- 15. 11. 1977 Ladislav Kubíček
- 1. 10. 1987 Pavel Kejdana
- 1. 4. 1989 Petr Kubíček
- 15. 8. 1991 František Mráz
- 1. 8. 1992 Josef Hubálek
- 1. 9. 1996 Stanislav Jílek
- 1. 7. 1997 Josef Mazura
- 1. 7. 1998 Krzysztof Zawada MS
- 10. 12. 1998 Jacek Zyzak MS
- 1. 9. 2001 Jan Jucha MS
- 1. 9. 2002 Krzysztof Mikuszewski MS, admin. exc. z Bozkova[3]

## Příslušnost k farnímu obvodu
Z důvodu efektivity duchovní správy byl vytvořen farní obvod (kolatura) farnosti Bozkov, jehož součástí je i farnost Zlatá Olešnice, která je tak spravována excurrendo.

## Území farnosti
Do farnosti náleží území obce:
- Bohdalovice (Bohdalowitz[5])[p 2]
- Haratice (Haratitz[5])[p 2]
- Lhotka (Lhotka[5])[p 2]
- Zlatá Olešnice (Woleschnitz[5])[p 2]
- Zlatá Olešnice Navarovská[5] (Woleschnitz Nawarower[5])[p 2]
- Zlatá Olešnice Semilská[5] (Woleschnitz Semiler[5])[p 2]

## Římskokatolické sakrální stavby a místa kultu na území farnosti
| | Fotografie | Stavba             | Místo          | Bohoslužby                      | Zeměpisné souřadnice            | Status       | Číslo kulturní památky                      |
| Kostel | Kostel     | Kostel             | Kostel         | Kostel                          | Kostel                          | Kostel       | Kostel                                      |
| --- | ---------- | ------------------ | -------------- | ------------------------------- | ------------------------------- | ------------ | ------------------------------------------- |
| 1. |            | Kostel sv. Martina | Zlatá Olešnice | bližší informace o bohoslužbách | 50°42′21″ s. š., 15°21′4″ v. d. | farní kostel | 22683/5-110 (Pk•MIS•Sez•Obr•WD) (Q24282790) |
| Některé drobné sakrální stavby a pamětihodnosti lze dohledat zde v databázi Drobné sakrální památky Zaniklé sakrální stavby lze dohledat zde v databázi Poškozené a zničené kostely, kaple a synagogy v České republice |            |                    |                |                                 |                                 |              |                                             |

Ve farnosti se mohou nacházet i další drobné sakrální stavby, místa římskokatolického kultu a pamětihodnosti, které neobsahuje tato tabulka.

## Galerie

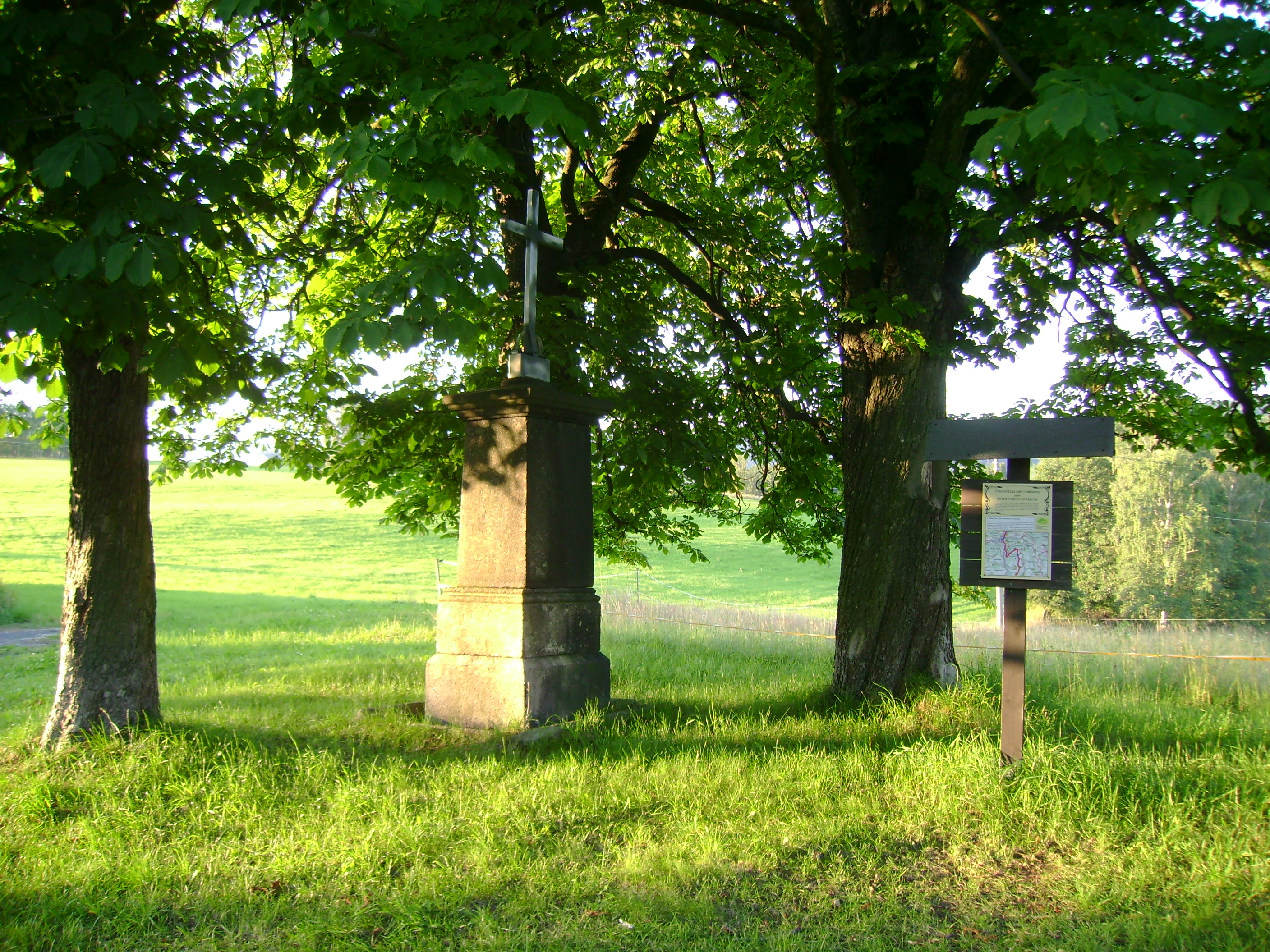
Rozcestí s křížkem ve Zlaté Olešnici